# Gunilla Persson

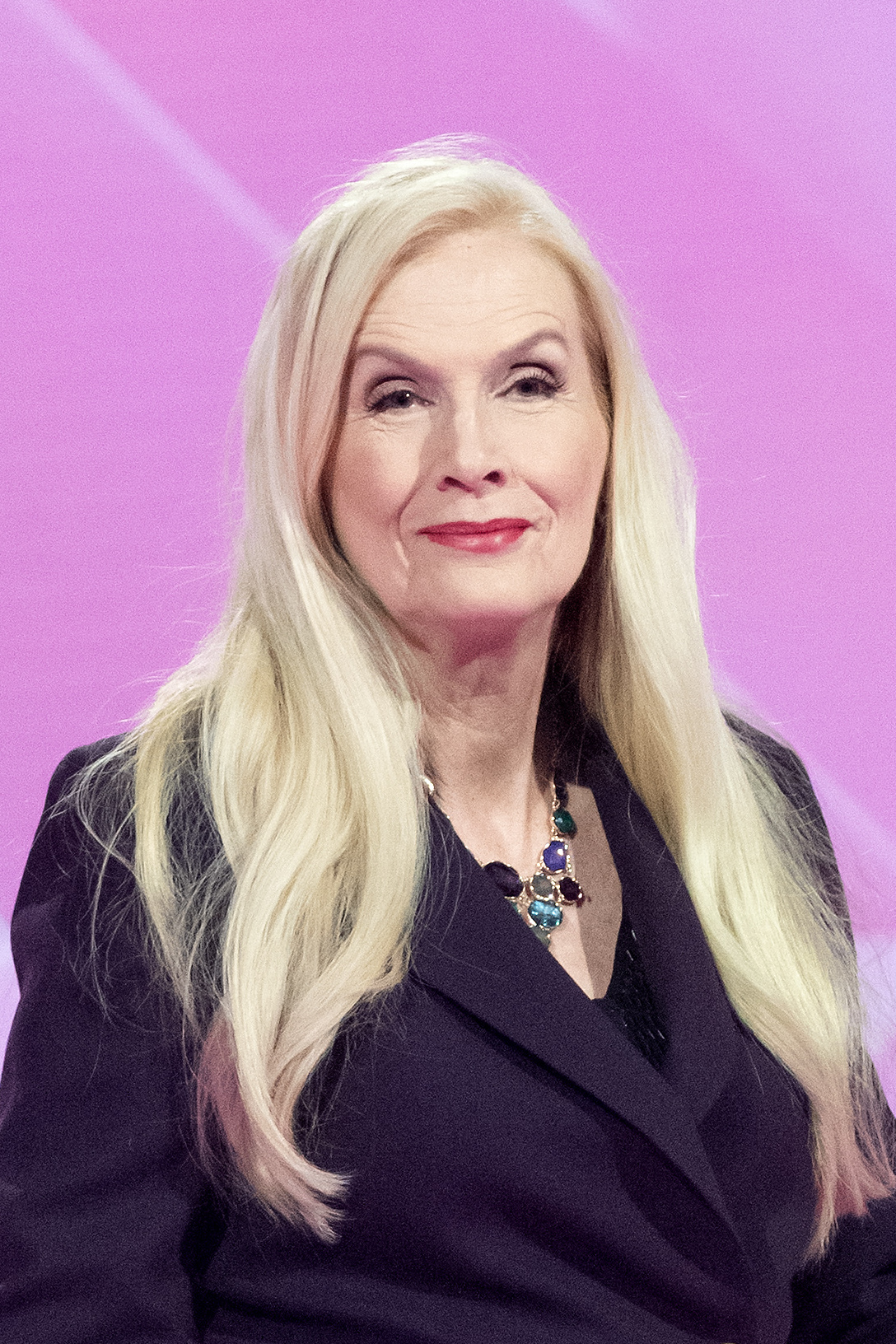
Gunilla Persson, 2024

Sonja Gunilla Persson (* 31. Dezember 1958 in Norrköping) ist ein schwedisch-amerikanisches Model, Soap-Darstellerin und Sängerin.

## Leben
Persson wuchs im Landkreis Östergötland in Norrköping auf. Sie arbeitete als Reiseleiterin und studierte Journalismus. Nach dem Studium begann sie ihre Karriere bei Sveriges Radio, wo sie als Moderatorin einer einstündigen Promi-Unterhaltungsshow arbeitete.
Persson beteiligte sich 1983 am Modewettbewerb „The Face of the 80’s“ der schwedischen Frauenzeitschrift Damernas Värld. Eileen Ford. Eine der Jurorinnen des Wettbewerbs nahm sie 1983 bei ihrer Agentur in New York City unter Vertrag. Zudem arbeitete sie für Elite Model Management. Sie erschien auf dem Cover einer Reihe von Magazinen, insbesondere der deutschen Ausgabe von Bazaar.
In den späten 1970er Jahren zog Persson von Schweden in die USA nach Dallas. Sie spielte damals eine kleinere Rolle in der Fernsehserie Dallas. Später ging sie nach New York City, wo sie viele Jahre im Haus von Francis Kellogg lebte. Zu dieser Zeit hatte sie eine Romanze mit Fürst Albert von Monaco. Ab 2010 lebt Persson in Pacific Palisades in Kalifornien. Seither spielt sie in der Reality-TV-Serie Svenska Hollywoodfruar, welche auf TV3 ausgestrahlt wird mit. 2014 nahm sie an der Promi-Reality-Serie Realitystjärnorna på godset teil und bekam 2015 ihre eigene Show namens Gunilla Tycker Till, in der man zwischen verschiedenen Jobs abstimmen konnte, welche sie dann ausführen musste. Im Jahr 2018 beteiligte sich Persson zudem an der Promi-Version von The Biggest Loser, die auf TV4 ausgestrahlt wurde.
Persson ist nebenbei als Sängerin tätig. So nahm sie 2015 ein Song mit dem Rapper Dogge Doggelito auf. Im Dezember 2023 wurde sie mit dem Lied I Won’t Shake (La La Gunilla) als Teilnehmerin von Melodifestivalen 2024, dem schwedischen Vorentscheid für den Eurovision Song Contest, vorgestellt. Im dritten Halbfinale erreichte sie den vierten Platz und stand damit in einer zweiten Abstimmungsrunde, die am Ende des fünften Halbfinales erfolgte. Dort schied sie als Fünftplatzierte aus.